# Scipopus brevifurca
Scipopus brevifurca är en tvåvingeart som beskrevs av Günther Enderlein 1922. Scipopus brevifurca ingår i släktet Scipopus och familjen skridflugor. Inga underarter finns listade i Catalogue of Life.